# Wilbert Stolte
Wilbert Julius Stolte (Utrecht, 2 april 1950) is een Nederlands politicus namens het CDA. Hij was van mei 2011 tot mei 2014 de Rijksvertegenwoordiger voor de openbare lichamen Bonaire, Sint Eustatius en Saba, tezamen Caribisch Nederland genoemd.
Stolte studeerde geneeskunde en rechten aan de Katholieke Universiteit Nijmegen. Hij werd lid bij het Kroegdispuut de Tempeliers. Stolte werkte als beleids- en stafmedewerker bij CDA-fracties in de Tweede Kamer en het Europees Parlement. Hierna was hij beleidsvoorlichter directoraat-generaal Fiscale Zaken, ministerie van Financiën en hoofd voorlichting van NCW en VNO-NCW.
In 1994 werd hij gemeenteraadslid en vanaf 1998 ook wethouder (van stadsbeheer, ICT, Scheveningen en sport) in de gemeente Den Haag. Tijdens de Tweede Kamerverkiezingen van 2006 stond Stolte als 52e kandidaat verkiesbaar.
Na in adviesfuncties over de staatsrechtelijke positie van Bonaire, Sint Eustatius en Saba bij het ministerie van Binnenlandse Zaken en Koninkrijksrelaties en als Randstad Gezant voor het ministerie van Verkeer en Waterstaat gewerkt te hebben werd hij per 1 mei 2011 door zijn partijgenoot Piet Hein Donner benoemd tot Rijksvertegenwoordiger voor de openbare lichamen Bonaire, Sint Eustatius en Saba.

## Rijksvertegenwoordiger voor de BES-eilanden
Deze benoeming was van meet af omstreden. Minister Ank Bijleveld, ook CDA, vond hem in 2009 te partijgebonden voor de functie van Rijkscommissaris van de BES-eilanden, en benoemde liever Henk Kamp in die positie. Hij zou na 10 - 10 - '10 ook de eerste Rijksvertegenwoordiger worden, maar Rutte had hem nodig in zijn kabinet, en Stolte ging alsnog naar de Cariben.
Sinds zijn aantreden raakte Stolte op Bonaire in opspraak over banden met van corruptie verdachte politici van de UPB. In januari 2013 stuurde minister Ronald Plasterk van Binnenlandse Zaken en Koninkrijksrelaties Ronald Bandell als verkenner naar Bonaire en in september 2013 gaf hij aan niet te twijfelen aan de integriteit van Stolte. Stolte legt zijn functie per 1 mei 2014 neer.